# Williams FW38
Williams FW38 — гоночный автомобиль, построенный командой Williams Martini Racing для участия в чемпионате «Формулы-1» 2016 года.

## История
19 февраля 2016 года команда Williams Martini Racing опубликовала студийные фотографии новой машины на сезон 2016 года.

## Результаты выступлений в гонках
| Легенда к таблице |                                                                    |
| --- | ------------------------------------------------------------------ |
| В таблице перечислены результаты всех Гран-при Формулы-1, в которых использовался автомобиль. Строками таблицы являются сезоны, столбцами — этапы чемпионата мира. В каждой клетке указаны сокращённое название этапа и результат, дополнительно обозначенный цветом. Расшифровка обозначений и цветов представлена в нижеследующей таблице. |                                                                    |
| \| Пример \| Описание \| \| ------------ \| ------------------------------------------------------------------ \| \| 1 \| Победитель \| \| 2 \| Второе место \| \| 3 \| Третье место \| \| 5 \| Финишировал, заработав очки \| \| Сход \| Не финишировал, но при этом заработал очки \| \| 12 \| Финишировал, не получив очков \| \| НКЛ \| Финишировал, но не попал в финальную классификацию \| \| 15 \| Участвовал вне зачёта, либо по отдельной классификации \| \| 18 \| Не финишировал, но попал в финальную классификацию \| \| Сход \| Не финишировал \| \| НКВ \| Не прошёл квалификацию \| \| НПКВ \| Не прошёл предквалификацию \| \| ДСК \| Дисквалифицирован \| \| ИСК \| Исключён из протокола соревнований \| \| ТТ \| Заявлен для участия только в тренировках \| \| НС \| Участвовал в квалификации, но не стартовал в гонке \| \| Т \| Травмирован или болен \| \| ОТК \| Отказ от участия \| \| НТР \| Прибыл на соревнования, но на трассу не выезжал \| \| НПР \| Был заявлен в числе участников, но не прибыл к началу соревнований \| \| О \| Соревнования отменены \| \| \| Не участвовал \| \| Поул-позиция \| \| \| Быстрый круг \| \| |                                                                    |
| Пример | Описание                                                           |
| 1 | Победитель                                                         |
| 2 | Второе место                                                       |
| 3 | Третье место                                                       |
| 5 | Финишировал, заработав очки                                        |
| Сход | Не финишировал, но при этом заработал очки                         |
| 12 | Финишировал, не получив очков                                      |
| НКЛ | Финишировал, но не попал в финальную классификацию                 |
| 15 | Участвовал вне зачёта, либо по отдельной классификации             |
| 18 | Не финишировал, но попал в финальную классификацию                 |
| Сход | Не финишировал                                                     |
| НКВ | Не прошёл квалификацию                                             |
| НПКВ | Не прошёл предквалификацию                                         |
| ДСК | Дисквалифицирован                                                  |
| ИСК | Исключён из протокола соревнований                                 |
| ТТ | Заявлен для участия только в тренировках                           |
| НС | Участвовал в квалификации, но не стартовал в гонке                 |
| Т | Травмирован или болен                                              |
| ОТК | Отказ от участия                                                   |
| НТР | Прибыл на соревнования, но на трассу не выезжал                    |
| НПР | Был заявлен в числе участников, но не прибыл к началу соревнований |
| О | Соревнования отменены                                              |
| | Не участвовал                                                      |
| Поул-позиция |                                                                    |
| Быстрый круг |                                                                    |

| Год  | Команда                 | Двигатель                     | Ш | Пилоты          | 1   | 2   | 3   | 4   | 5   | 6   | 7    | 8   | 9   | 10  | 11  | 12   | 13  | 14  | 15   | 16  | 17  | 18  | 19  | 20   | 21   | Место | Очки |
| ---- | ----------------------- | ----------------------------- | - | --------------- | --- | --- | --- | --- | --- | --- | ---- | --- | --- | --- | --- | ---- | --- | --- | ---- | --- | --- | --- | --- | ---- | ---- | ----- | ---- |
| 2016 | Williams Martini Racing | Mercedes PU106C Hybrid 1,6 V6 | P |                 | АВС | БАХ | КИТ | РОС | ИСП | МОН | КАН  | ЕВР | АВТ | ВЕЛ | ВЕН | ГЕР  | БЕЛ | ИТА | СИН  | МАЛ | ЯПО | США | МЕК | БРА  | АБУ  | 5     | 138  |
| 2016 | Williams Martini Racing | Mercedes PU106C Hybrid 1,6 V6 | P | Фелипе Масса    | 5   | 8   | 6   | 5   | 8   | 10  | Сход | 10  | 20  | 11  | 18  | Сход | 10  | 9   | 12   | 13  | 9   | 7   | 9   | Сход | 9    | 5     | 138  |
| 2016 | Williams Martini Racing | Mercedes PU106C Hybrid 1,6 V6 | P | Валттери Боттас | 8   | 9   | 10  | 4   | 5   | 12  | 3    | 6   | 9   | 14  | 9   | 9    | 8   | 6   | Сход | 5   | 10  | 16  | 8   | 11   | Сход | 5     | 138  |